# Trizogeniates tibialis
Trizogeniates tibialis är en skalbaggsart som beskrevs av Ohaus 1917. Trizogeniates tibialis ingår i släktet Trizogeniates och familjen Rutelidae. Inga underarter finns listade i Catalogue of Life.